# Галларати Скотти, Джованни Филиппо
Джованни Филиппо Галларати Скотти (итал. Giovanni Filippo Gallarati Scotti; 25 февраля 1747, Милан, Миланское герцогство — 6 октября 1819, Рим, Папская область) — итальянский куриальный кардинал. Титулярный архиепископ Сида с 24 сентября 1792 по 23 февраля 1801. Апостольский нунций в Тоскане с 23 августа 1793 по 3 октября 1795. Апостольский нунций в Венеции с 18 августа 1795 по 1797. Префект Дома Его Святейшества и Префект Апостольского дворца с 19 августа 1800 по 23 февраля 1801. Камерленго Священной Коллегии кардиналов с 1805 по 1806. Архипресвитер патриаршей Либерийской базилики с 26 сентября 1814 по 6 октября 1819. Префект экономии Священной Конгрегации Пропаганды Веры с 1817 по 6 октября 1819. Кардинал-священник с 23 февраля 1801, с титулом церкви Санти-Бонифачо-э-Алессио с 20 июля 1801 по 26 сентября 1814. Кардинал-священник с титулом церкви Санта-Прасседе с 26 сентября 1814 по 21 декабря 1818, in commendam с 21 декабря 1818 по 6 октября 1819. Кардинал-священник с титулом церкви Сан-Лоренцо-ин-Лучина с 21 декабря 1818 по 6 октября 1819. Кардинал-протопресвитер с 21 декабря 1818 по 6 октября 1819.